# 花といきもの立体図鑑
『花といきもの立体図鑑』（はなといきものりったいずかん）は、2011年9月29日に任天堂より発売されたニンテンドー3DS用ソフト。ニンテンドー3DS用として、初めて教育・データベースに区分されたソフトでもある。
植物を1286種類、昆虫を386種類、鳥を166種類収録した図鑑ソフト。植物や生物の写真や解説は平凡社より提供される。名前が解らない生物の場合、特徴からの絞り込みで検索が可能。またリンクを辿る事で、検索した生物・植物の生態系 (他の生物・植物との関わり) を調べる事も出来る。
2011年9月22日に、任天堂ホームページにて「社長が訊く『花といきもの立体図鑑』」が公開された。

## 制作
- 制作・著作
  - 株式会社任天堂
  - 株式会社パオン
  - 株式会社平凡社
- 植物写真監修 - 木原浩
- 植物監修 - 森田龍義/門田裕一
- 図鑑校正
  - 株式会社アンデパンダン
  - 株式会社平凡社地図出版
- ムービー収録
  - 株式会社東京シネマ新社
- 3D映像制作・撮影
  - 株式会社キュー・テック